# Çetin Ersarı
Çetin Ersarı (* 1936 in Istanbul; † 24. November 2014 ebenda) war ein türkischer Vizeadmiral, der unter anderem zwischen 1986 und 1988 Oberkommandierender der Küstenwache (Türk Sahil Güvenlik Komutanlığı) war.

## Leben
Ersarı absolvierte nach dem Schulbesuch eine Offiziersausbildung an der Marineschule (Deniz Harp Okulu), die er 1957 abschloss. Im Anschluss fand er Verwendung als Seeoffizier auf verschiedenen Schiffen sowie Kommandostellen der Marine (Türk Deniz Kuvvetleri) wie zuletzt zwischen 1967 und 1969 als Operationsplanungsoffizier im NATO-Kommando der Alliierten Seestreitkräfte Südeuropa COMNAVSOUTH (Commander Naval Forces Southern Europe) in Malta. Nach dem Besuch der Marineakademie (Deniz Harp Akademisi) 1971 war er zwischen 1972 und 1973 Planungsoffizier in der Operationsabteilung im Oberkommando der Marine und anschließend von 1973 bis 1974 Kommandant des Fletcher-Klasse-Zerstörers TCG İstanbul (D 340).
Danach fungierte Ersarı zwischen 1974 und 1976 zunächst als Marine-Adjutant sowie anschließend von 1976 bis 1980 als Adjutant von Staatspräsident Fahri Korutürk. Nachdem er zwischen 1980 und 1981 Kommandeur der III. U-Boot-Flottille (III.Denizaltı Filotillası) war, fungierte er von 1981 bis 1982 als Chef des Stabes des Kriegsschiffsgeschwaders (Harp Filosu Komutanlığı).
Am 30. August 1982 wurde Ersarı zum Flottillenadmiral (Tuğamiral) befördert und war danach zwischen 1982 und 1983 stellvertretender Stabsabteilungsleiter Marine im Generalstab der Türkei sowie anschließend zwischen dem 31. März und dem 15. August 1983 Leiter der Nachrichtendienstabteilung im Generalstab. Er diente danach von 1983 bis 1985 als Leiter der Planungsabteilung im Oberkommando der Marine sowie zwischen 1985 und 1986 als Befehlshaber des Regionalkommandos Mittelmeer (Akdeniz Bölge Komutanlığı) in Mersin. Ersarı wurde am 13. August 1986 zum Nachfolger von Konteradmiral İlhan Aran als Oberkommandierender der Küstenwache (Türk Sahil Güvenlik Komutanlığı) und erhielt in dieser Funktion am 30. August 1986 seine Beförderung zum Konteradmiral (Tümamiral). Am 12. August 1988 übernahm Konteradmiral Aydan Erol die Position als Oberkommandierender der Küstenwache, während er stattdessen von 1988 bis zu seiner Ablösung durch Konteradmiral Salim Dervişoğlu 1990 Kommodore des Kriegsschiffsgeschwaders (Harp Filosu Komutanlığı) war.
Nach seiner Beförderung zum Vizeadmiral (Koramiral) am 30. August 1990 übernahm Ersarı zwischen 1990 und 1992 den Posten als Kommandeur des Marineausbildungskommandos (Deniz Eğitim Komutanlığı), ehe er zuletzt von 1992 bis zu seinem Eintritt in den Ruhestand am 30. August 1994 Oberbefehlshaber des Marinekommandos Süd (Güney Deniz Saha Komutanlığı) in Izmir war, zu dem die Amphibienfahrzeugverbände in Foça, das Wartungs- und Ingenieurkommando Izmir, das Regionalkommando Mittelmeer sowie die Marinestützpunkte İskenderun und Aksaz gehören.
Ersarı, der mit Mine Ersarı verheiratet und Vater zweier Kinder war, sprach neben Türkisch auch Englisch. Er starb im November 2014 im Alter von 78 Jahren in Istanbul.